# Maja Savić (siatkarka)

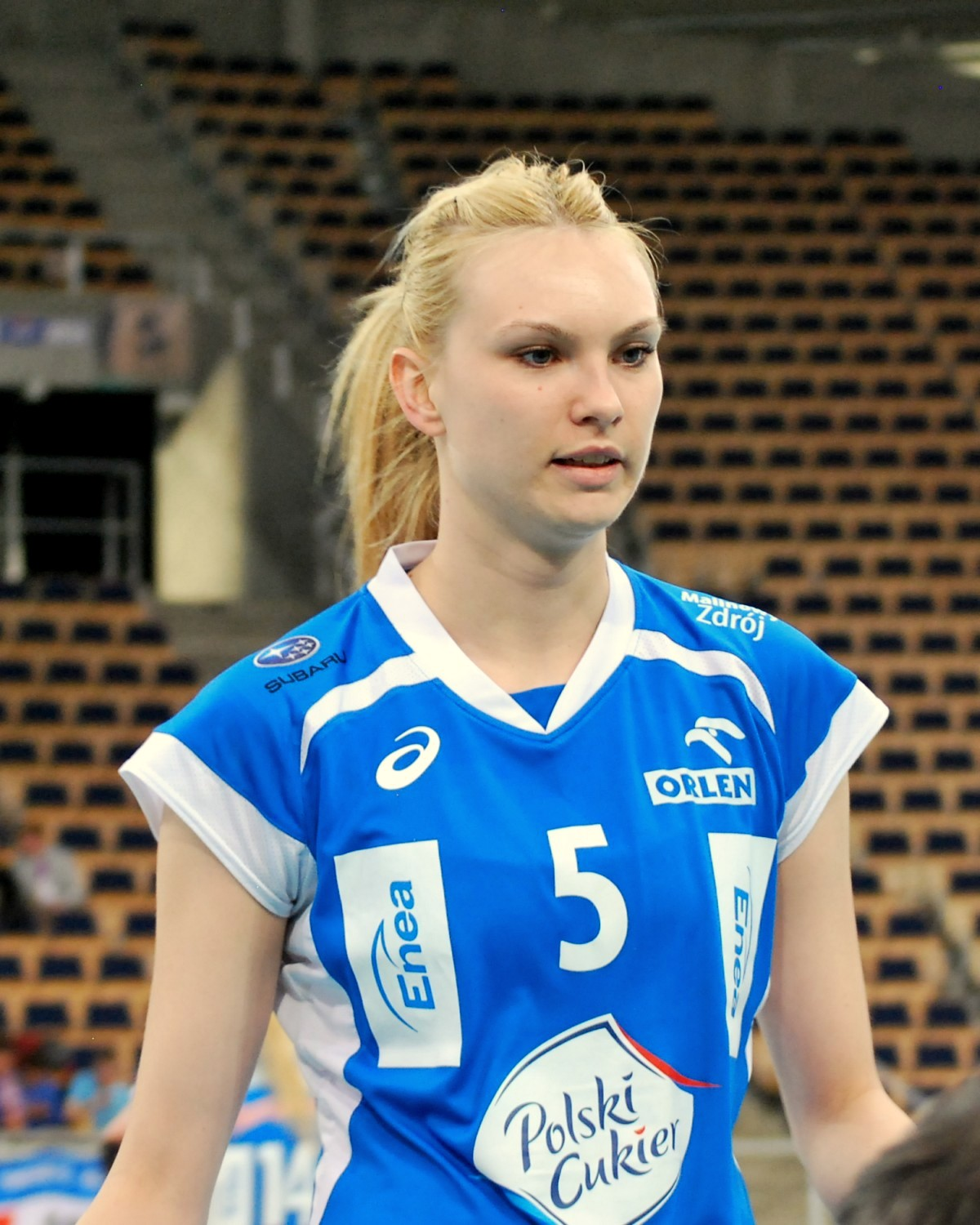
Maja Savić zawodniczką Polskiego Cukru Muszynianki Muszyna w sezonie 2015/2016

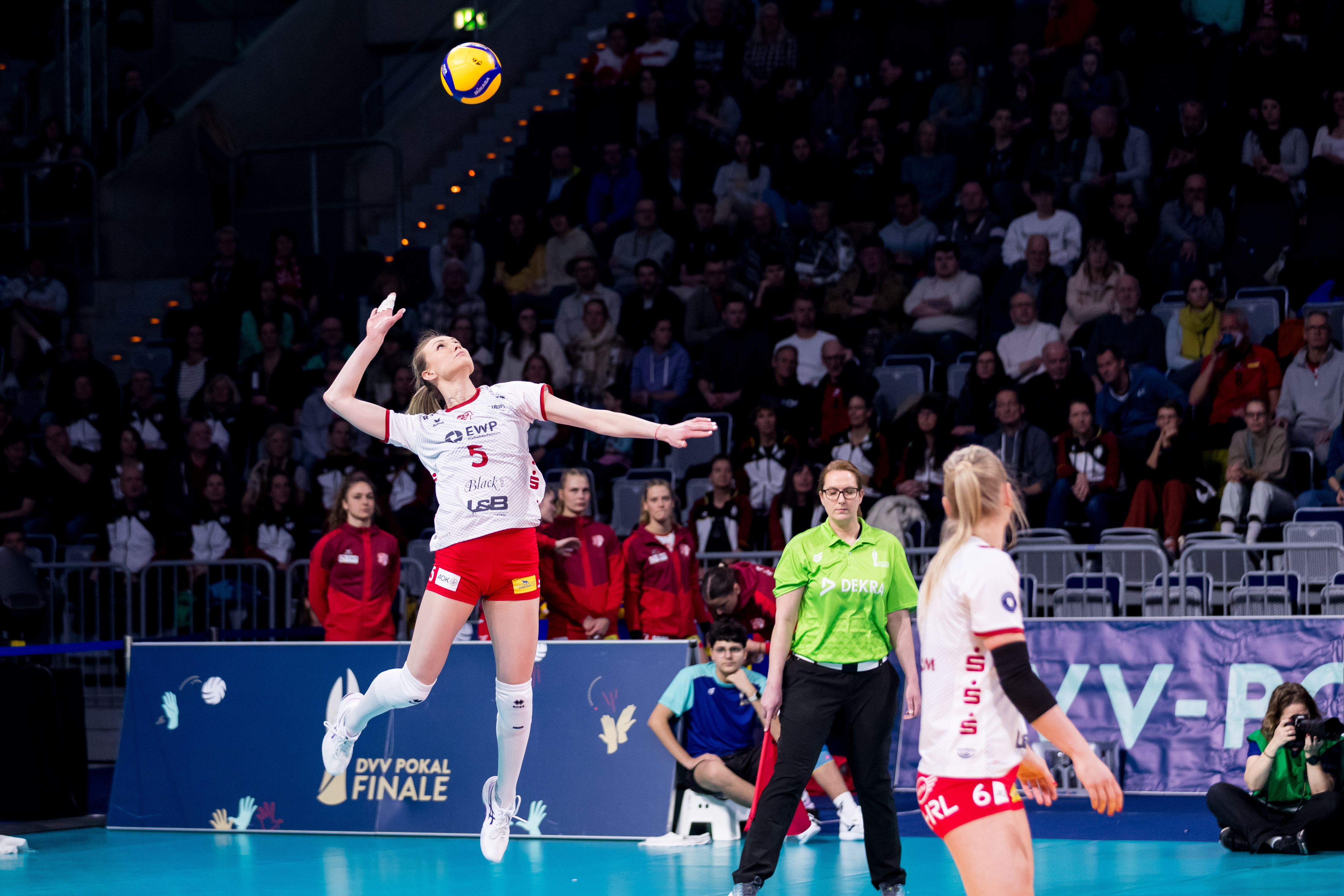
Maja Savić podczas wykonywania zagrywki w finale Pucharu Niemiec 2022/2023 w barwach klubu SC Potsdam

Maja Savić (ur. 14 sierpnia 1993 w Valjevie) – serbska siatkarka, grająca na pozycji środkowej, reprezentantka kraju. W latach 2015–2018 grała w Orlen Lidze w zespole Polski Cukier Muszynianka Muszyna. 

## Przebieg kariery
| Lata      | Klub                              |
| --------- | --------------------------------- |
| 2005–2008 | Srbijanka Valjevo                 |
| 2008–2015 | OK Partizan Vizura                |
| 2015–2018 | Polski Cukier Muszynianka Muszyna |
| 2018–2019 | Železničar Lajkovac               |
| 2019–2020 | Dinamo Bukareszt                  |
| 2020–2021 | Železničar Lajkovac               |
| 2021–2023 | SC Potsdam                        |
| 2023–     | PTT Spor Ankara                   |

## Sukcesy klubowe
Liga serbska:
- 2014, 2015, 2019
- 2011

Superpuchar Serbii:
- 2013, 2014

Puchar Serbii:
- 2015, 2019, 2021

Liga rumuńska:
- 2020

Liga niemiecka:
- 2022[3], 2023[4]

Superpuchar Niemiec:
- 2022[5]

## Sukcesy reprezentacyjne
Mistrzostwa Europy Kadetek:
- 2009

Mistrzostwa Świata Kadetek:
- 2009

Mistrzostwa Europy Juniorek:
- 2010

Igrzyska Europejskie:
- 2015